# Las edades de Lulú
Las edades de Lulú és una pel·lícula espanyola eròtico-dramàtica del 1990 escrita i dirigida per Bigas Luna. Està basada en la novel·la homònima d'Almudena Grandes.

## Argument
La Lulú és una noia de quinze anys que és conquerida per l'atractiu d'en Pablo, un amic de la família. Després d'aquesta experiència, la Lulú alimenta durant anys el desig per aquest home i tornarà a entrar en la seva vida temps després, allargant així el joc amorós de la seva infantesa. En Pablo crea per a ella un món a part, un univers privat on el temps no té cap valor. Aviat, però, aquest món idealitzat començarà a esquerdar-se, quan una Lulú de ja trenta anys penetra en l'infern dels desigs prohibits.

## Reconeixement
- Premi Goya a la millor actriu secundària per María Barranco (1991)
- Candidat al Goya al millor guió adaptat per Bigas Luna i Almudena Grandes (1991)